# Obóz pracy w Koninie-Czarkowie
Obóz pracy w Koninie-Czarkowie, Obóz Zbiorczy Niemieckiego Frontu Pracy nr 23 Konin (niem. Gemeinschaftslager der DAF Nr 23 Konin) – niemiecki nazistowski obóz pracy dla Żydów utworzony w Czarkowie w czasie II wojny światowej, funkcjonujący od marca 1942 do sierpnia 1943 roku.

## Historia
Pierwotnie obóz podlegał pod Deutsche Reichsbahn, w maju 1942 roku przeszedł pod nadzór Deutsche Arbeitsfront. Więźniowie obozu zmuszani byli do pracy przy budowie i modernizacji szlaków kolejowych na linii Berlin–Poznań–Warszawa–Moskwa. W obozie przebywało około 1000 lub 1100 więźniów, sprowadzonych z gett żydowskich z Gąbina, Gostynina, Jaksic, Poddębic i Sannik.
Obóz składał się z siedmiu baraków otoczonych drutem kolczastym. Pięć baraków przeznaczonych było dla więźniów, a dwa pozostałe przeznaczono na kuchnię, magazyn oraz pomieszczenia policji i komendanta. Na początku funkcjonowania obozu straż obozowa składała się z około pięciu lub sześciu strażników, później załoga została powiększona. Wśród strażników przeważali volksdeutsche. Niektórzy więźniowie obozu pełnili również funkcję więźniów funkcyjnych, więźniowie funkcyjni byli w obozie określani mianem Judenratu. Według relacji ocalałych więźniów, część członków załogi (m.in. magazynier) współpracowała z więźniami, przekazując im informacje z zewnątrz. W ten sposób więźniowie dowiedzieli się m.in. o powstaniu w getcie warszawskim.
W obozie panowała wysoka śmiertelność, spowodowana głodem, chorobami (m.in. tyfusem), wypadkami przy pracy oraz brutalnością strażników. Ciała zmarłych więźniów grzebane były na cmentarzu parafialnym św. Bartłomieja. Między kwietniem a wrześniem 1942 roku 140 wycieńczonych więźniów wysłano do obozu zagłady w Chełmnie nad Nerem, gdzie zostali zamordowani. W lutym 1943 roku około 130 więźniów wysłano do obozu pracy w Andrzejowie.
Na początku sierpnia 1943 roku w obozie pozostawało około 50–60 więźniów. Zostali oni poinformowani przez magazyniera o planach likwidacji obozu, w związku z czym zawiązała się w obozie konspiracja w celu wywołania zbrojnego buntu. W tym celu zamówiono u rzemieślników w obozie 30 długich noży (wykonano 12), planowano zamordowanie szefa konińskiego Gestapo, komendanta obozu oraz strażników. Ostatecznie zdecydowano się na podpalenie obozu i popełnienie następnie zbiorowego samobójstwa.
12 sierpnia 1943 roku w godzinach popołudniowych część więźniów wznieciła pożar w kilku barakach, następnie co najmniej dziewięć osób popełniło samobójstwo: Fajwisz Kamlarz (sekretarz komendanta), Hans Knopf (lekarz obozowy), Abraham Tabacznik, Geceł Klejnot, Abraham Najdorf, Salomon Nusynowicz, Szlama Michalski, Abraham Zajf (pisarz obozowy) i Fiszel Zielonka (zwierzchnik obozowej policji żydowskiej). Byli to w większości więźniowie funkcyjni. Dwóch więźniów uciekło z obozu. Działania funkcjonariuszy konińskiego Gestapo i straży pożarnej zakończyły wydarzenia.
Po upływie dwóch tygodni, 28 sierpnia 1943, pozostali w obozie więźniowie zostali deportowani do obozu przejściowego w Inowrocławiu, a następnie do Auschwitz-Birkenau.

## Upamiętnienie
W 2003 roku na dawnym terenie obozu odsłonięto głaz z tablicą pamiątkową. Na cmentarzu parafialnym św. Bartłomieja znajduje się masowa mogiła ofiar obozu.